# Sugárbetegség
A sugárbetegség (közkeletű, de helytelen néven „sugárfertőzés” A köznapi nyelvben gyakran használt „sugárfertőzés” kifejezés helytelen. A sugárzás által egy emberen kiváltott hatás (betegség) ugyanis nem fertőz, így a sugárbetegségben szenvedő személyek nem fertőzhetnek meg másokat.Jéki László: Sugárözönben élünk. [2007. június 30-i dátummal az eredetiből archiválva]. (Hozzáférés: 2010. október 10.)</ref>) az ionizáló sugárzás hatására létrejövő, bizonyos típusú szervi elváltozás elnevezése. Általában rövid ideig tartó behatást szoktak alatta érteni, de következményei hosszabb távra is kihathatnak. Krónikus változata általában véve nem jellemző, a rádiumot bányászó munkások és a szovjet nukleáris programban részt vevők körében figyelték meg, akik hosszabb ideig ki voltak téve a sugárzás hatásainak.

## A sugárdózis szintjének mérése
A sugárzás mértékét radban mérik, amely a befogadó által elnyelt sugárzás mértéke. 1 rad 0,01 joule befogadott energiának felel meg, a befogadó minden egyes kilogrammja után. Létezik SI-mértékegysége is, a gray, amely 100 radnak felel meg.
A pontosabb meghatározás érdekében bevezettek egy változót is, amely a relatív biológiai hatást vizsgálja. Ezt a röntgen (R) és a sievert (Sv) segítségével mérik.
| Mennyiség       | Hagyományos mértékegység | SI-mértékegység          | Átváltás                       |
| --------------- | ------------------------ | ------------------------ | ------------------------------ |
| expozíció       | röntgen (R)              | coulomb/kg levegő (C/kg) | 1 C/kg =3876 R 1 R = 258 µC/kg |
| elnyelt dózis   | rad                      | gray (Gy)                | 1 Gy = 100 rad                 |
| dózisekvivalens | rem                      | sievert (Sv)             | 1 Sv = 100 rem                 |
| radioaktivitás  | curie (Ci)               | becquerel (Bq)           | 1 mCi = 37 MBq                 |

## Hatások
A sugárbetegséget leggyakrabban a rövid távú (akut) tüneteivel írják le. Ebben az esetben azt vizsgálják, hogy a sugárzásnak való kitettség és az első tünetek megjelenése között mennyi idő telt el. Ebből már nagyjából lehet következtetni arra, mekkora dózisban érte az illetőt a sugárzás. A tünetek annál súlyosabbak, és a túlélésre való esély annál kisebb, minél nagyobb a dózis. Hányinger és hányás jelentkezése általában előfordul, 1–2 Gray dózis esetében 1–2 napon belül. Fejfájás, szédülés, gyengeség is jellemzően előfordul. Közepes (2–3,5 Gray) dózisnál a tünetek akár fél napon belül jelentkezhetnek, ráadásul láz, hajhullás, fertőzések, véres hányás, csökkent véralvadási képesség is fellépnek. Súlyos (3,5-5,5 Gy) esetben reszketés és igen magas láz alakulhat ki. A legsúlyosabb (5,5–8 Gy) esetben a tünetek már fél órán belül jelentkeznek, zavarodottság, diszorientáció és alacsony vérnyomás mellett. A túlélés esélye ekkora dózis esetén kevesebb mint 50%.
Akik hosszabb távon vannak kitéve a sugárzás káros hatásainak, azoknál más jellegű tünetek fordulnak elő. Jellemzően rák, illetve genetikai rendellenességek alakulnak ki.

## A behatás módja

### Külső és belső behatás

#### Külső
Akkor beszélünk külső behatásról, ha a sugárzás forrása a befogadó testen kívül található és ott is marad. Ennek három tipikus esete van:
- Valaki sugárzó anyagot hord magánál
- Az űrhajósokat érő kozmikus sugárzás
- Rák kezelése teleterápia vagy brachyterápia esetében (ez esetben hiába kerül közvetlenül a kezelt páciens szervezetébe a sugárzó anyag, az aktív része sosem kerül közvetlen kapcsolatba az alannyal).

Külső behatás esetén a besugárzás mértékét könnyű megbecsülni, valamint az alany nem lesz radioaktív.

#### Belső
Belső behatás esetében a sugárzás forrása bekerül a testen belülre és kölcsönhatásba lép a sejtekkel. Néhány példa ennek eseteire:
- A kálium 40-es izotópjának rendellenes felhalmozódása az emberi testben.
- Szennyezett élelmiszer bevitele, például stroncium-90 izotóppal szennyezett tehéntej
- Bizonyos rákkezelő terápiák esetében a radioaktív anyagot közvetlenül bejuttatják a szervezetbe.

### Atombomba

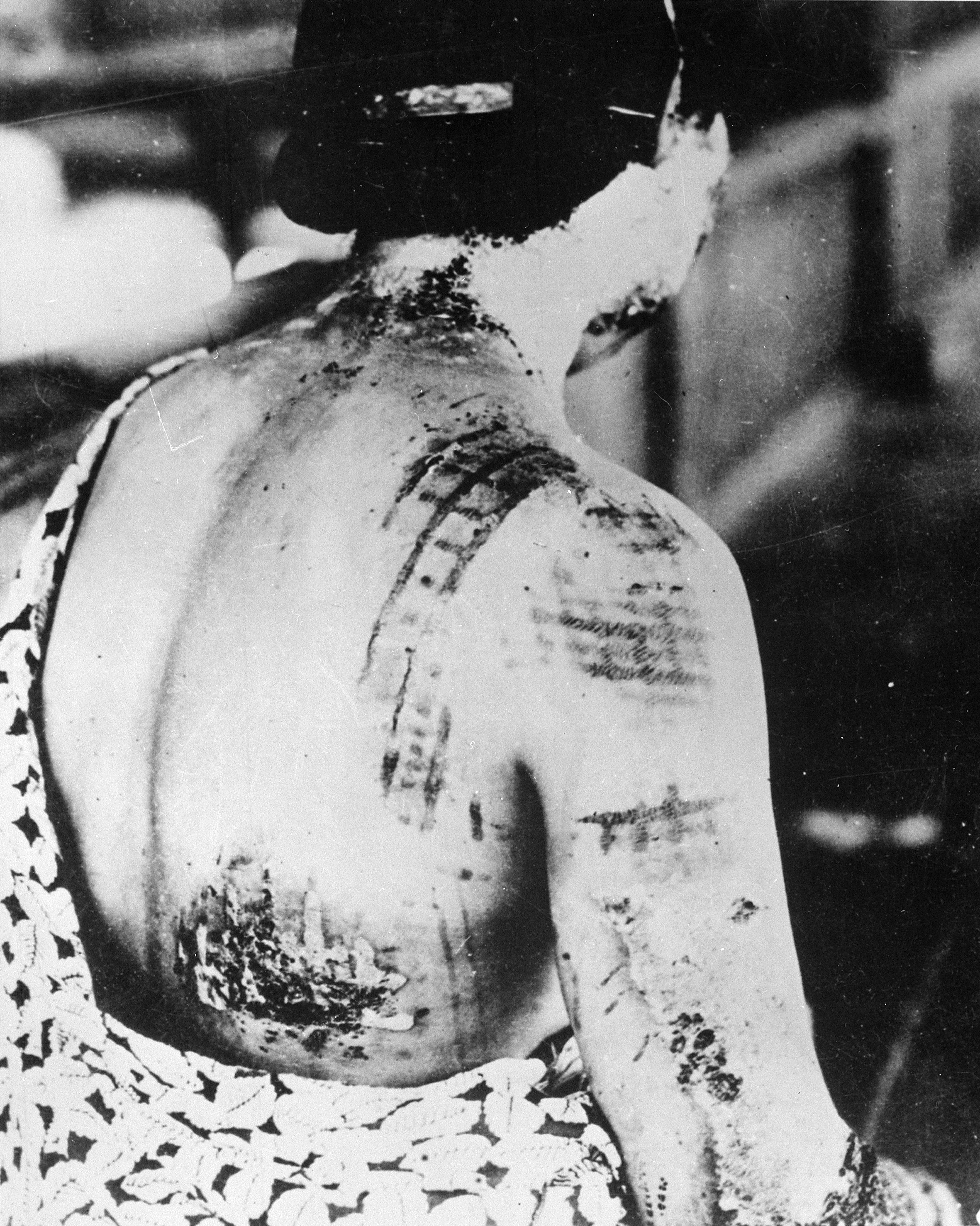
Egy japán nő az 1945-ös amerikai atomtámadás után

Nukleáris támadások esetében a sugárbetegség folyamata három jól elkülöníthető fázisra bontható szét.
- Égési sérülések az infravörös sugárzás hatására
- Béta-sugárzás hatásai, általában kisebb testfelületen jelentkeznek
- Gamma-sugárzás hatásai, melyek az egész testre kiterjednek

### Atomreaktor-balesetek
A legismertebb katasztrófa a csernobili atomerőműben történt baleset, melynek során 30 ember halt meg közvetlenül a sugárzás hatására. Százmillió curie-nyi radioaktív izotóp szállt szerteszét a levegőben. Kezdetben a 131-es jódizotóp volt a legveszedelmesebb, ám rövid felezési ideje miatt ez már lebomlott, de a 30 éves felezési idejű céziumizotóp és 28 év felezési idejű stronciumizotóp még évtizedekkel később is kimutatható.

### Egyéb balesetek
Figyelmetlenség, nem megfelelő tárolás esetén radioaktív anyagok megfelelő védelem nélkül is kikerülhetnek a külvilágba. Legkirívóbb példája ennek a brazíliai Goiâniában történt incidens, amikor egy felelőtlenül őrzés nélkül hagyott orvosi műszer okozott súlyos balesetet.

### Szándékos mérgezés
2006. november 23-án Alekszandr Litvinyenko orosz titkos ügynök feltehetően polónium-210-mérgezésben hunyt el. Felmerült a gyanú, hogy szándékosan keverhették hozzá a radioaktív anyagot az ügynök teájához.

## Megelőzési lehetőségek
Általánosságban elmondható, hogy minél távolabb vagyunk a sugárzás forrásától, annál (négyzetesen) kisebb a sugárzás intenzitása. Továbbá minél kevesebb időt töltünk el a sugárzó tárgy közvetlen közelében, a behatás (expozíció) mértéke is annál kisebb lesz. A Cresson Kearny által kiadott nukleáris háború-túlélő kézikönyv szerint is, ha valakinek sürgősen el kell hagynia az óvóhelyet háborús időben, akkor azt minél gyorsabban kell megtennie. Békeidőben hasonlóképpen gyorsan kell cselekedniük például a veszélyes anyaggal dolgozó munkásoknak.
A távolságtartás mellett az árnyékoló anyagok használata az alapvető védelmi módszer sugárzó anyagok kezelésekor. Az ólom rendkívül jó sugárzáselnyelő, de egyéb nagy fajsúlyú anyagok, mint a tömör beton is elterjedt elhatárolók.
A kálium-jodid közvetlenül szájon át való adagolása a veszélyes anyag szervezetbe bejutása esetén segít elkerülni a pajzsmirigy rendellenes elváltozását.
Különösen érdekes dolog, hogy magas sugárterhelési szint esetén sem biztos a menthetetlenség. Az emberi szervek többféle módon reagálnak, és nem mindegy, hogy ezek milyen mértékben károsodtak. Ennek függvényében a túlélési esélyek is megnőhetnek. Az alul látható spanyol nyelvű ábra azt mutatja, hogy mekkorák adott sugárterhelésnél a túlélési esélyek, ha a sejtek képtelenek regenerálódni (kék vonal), és mennyi, ha a sejtek még képesek a regenerálódásra (piros vonal).

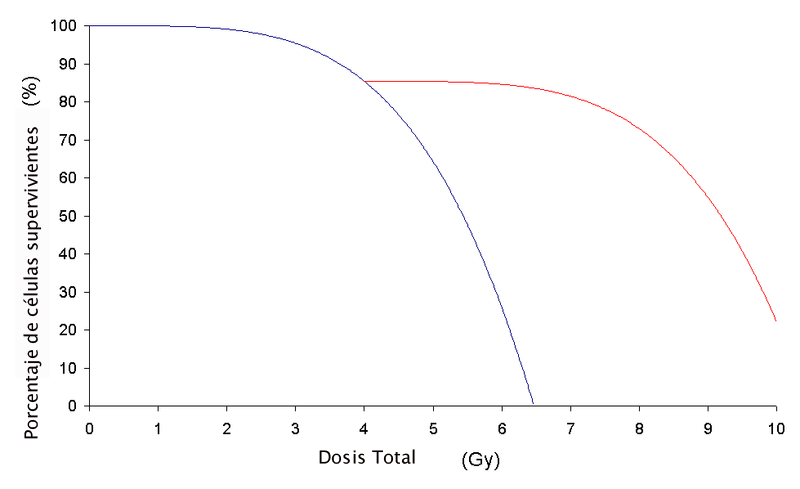
A gammasugárzás hatásai a sejtpusztulásra

## Kezelés
A sugárbetegség közvetlen következményeinek gyógyítására jelenleg nincs mód, bár fejlesztés alatt állnak gyógyszerek, pl. DBIBB. Elsődleges a sugárzó anyagoktól való megtisztítás, illetve ha szervezetbe került, a kiürítés meggyorsítása.
A DNS-károsodás okozta rák vagy mutáció esetén sebészeti eltávolításra lehet szükség – súlyosan károsodott és elhalt testrészek esetén ez az egyetlen lehetőség. Enyhébb esetekben a szövődmények jól gyógyíthatók, valamint a tünetek enyhítésére is képes az orvostudomány. Akiknek csak bizonyos testrészei kerültek kapcsolatba a sugárzással, azok jobban kezelhetők, mivel testük többi része kimaradt a sugárzás hatása alól. Ilyen esetekben jóval magasabb sugárzást is túlélhet az emberi test, viszont súlyos radioaktív égési sérüléseket szerezhet az illető, akinek amputálni kell a sérült végtagját.
A sugárbetegség legveszélyesebb szövődménye, hogy elpusztítja a csontvelőt és a fehérvérsejteket. Vérátömlesztéssel és steril környezetben való tartózkodással azonban javítható az állapot.

## Sugárterhelés dózisának hatásai az emberi szervezetre
A sugárdózis nagyságát egykir röntgenben, ma már sievertben (Sv) adjuk meg:

### 0,05-0,2 Sv (5-20 REM)
Nincsenek tünetek. A rák és a genetikai rendellenességek esélye megnőhet, de nem bizonyított. A természetes háttérsugárzás is szerepet játszik benne.

### 0,2–0,5 Sv (20-50 REM)
Nincs megemlíthető tünet. A fehérvérsejtszám időlegesen lecsökkenhet.

### 0,5–1 Sv (50–100 REM)
Fejfájás, rosszullét előfordulhat, a legyengült immunrendszer miatt fertőzésre is megvan az esély. Ideiglenes sterilitás fordulhat elő férfiaknál.

### 1–2 Sv (100–200 REM)
Kismértékű sugárbetegség, a halálozás esélye 10% 30 napon belül. Hányinger, gyakori hányás, ami legalább egy napig tart. Ezután 1-2 hét nyugalmi időszak következik, majd általános gyengeség és levertségérzet jelentkezik. A legyengült immunrendszer miatt megnő a fertőzésekre való esély. Férfiaknál ideiglenes sterilitás, nőknél spontán vetélés vagy koraszülés következhet be.

### 2–3 Sv (200–300 REM)
Közepes dózis, 35%-os halálozással 30 napon belül. Hányinger és hányás általános, amely 1-2 napig tart. A nyugalmi időszakot követően hajhullás, gyengeségérzet jelentkezik. A fehérvérsejtszám drasztikusan csökken. Nőknél végleges meddőséget okozhat. A regenerálódás hónapokig tarthat.

### 3–4 Sv (300–400 REM)
Súlyos dózis, 50%-os halálozási arány. Vérzés jelentkezhet a szájban, a bőr alatt, illetve a vesékben.

### 4–6 Sv (400–600 REM)
Akut dózis, 60%-os halálozási aránnyal. A tünetek két órán belül megjelennek, melyek ugyanazok, mint előbb, csak markánsabbak. A felépülés akár egy egész évig is eltarthat. A halál oka jellemzően belső vérzés vagy fertőzés.

### 6–10 Sv (600–1000 REM)
Igen súlyos dózis, közel 100%-os halálozás 2 héten belül. Az azonnali orvosi ellátás feltétlenül szükséges. A fehérvérsejtek pusztulása miatt vérátömlesztésre kell sort keríteni. A belső szervek súlyosan károsodhatnak. A tünetek már 15 percen belül megjelenhetnek, a halál oka fertőzés vagy belső vérzés. Ha valaki túléli, felépülése soha nem lesz teljes.

### 10–50 Sv (1000–5000 REM)
A halálozási arány 100%, 7 napon belül. A tünetek azonnal jelentkeznek: gyengeségérzet és intenzív hányás. A sugárterhelést szenvedett személy úgynevezett „járkáló szellem” állapotba kerül: diszorientáció, zavarodottság jellemzi. Remegés, vérzések és kiszáradás a jellemző tünetek. A halál előtt delírium, majd kóma jellemzi a teljes leépülést. Gyógyíthatatlan állapot, legfeljebb a fájdalmat lehet enyhíteni. Louis Slotin 1946. május 21-én 21 Sv dózist kapott egy balesetben, majd 9 nappal később meghalt.

### Több mint 50 Sv (5000 REM fölött)
1964-ben egy munkás 100 Sv-et kapott egy balesetben, 49 órával később meghalt. Cecil Kelley 1958-ban egy balszerencsés kísérlet miatt 60-180 Sv-t szenvedett el, 36 óra múlva meghalt.
Kobalt-60 izotóppal besugárzott csótányok 30%-a életben maradt 100 gray dózis hatására. 1000 gray esetén a lisztbogarak 10 százaléka maradt életben 30 nap után.

## Fordítás
- Ez a szócikk részben vagy egészben  a   Radiation poisoning című angol Wikipédia-szócikk ezen változatának fordításán alapul.  Az eredeti cikk szerkesztőit annak laptörténete sorolja fel. Ez a jelzés csupán a megfogalmazás eredetét és a szerzői jogokat jelzi, nem szolgál a cikkben szereplő információk forrásmegjelöléseként.